# 阿部孝哉
阿部 孝哉（あべ たかや、1944年〈昭和19年〉 - ）は、日本の外交官・フィナンシャルプランナー(FP)。東京都出身。2002年（平成14年）から、在釜山日本国総領事。2006年（平成18年）から、在瀋陽日本国総領事。日本FP協会会員。

## 人物・経歴
東京都出身。1967年（昭和42年）上智大学法学部卒業後、外務省に入省。1971年（昭和46年）、韓国・延世大学校経営大学院研究課程修了。2002年（平成14年）から2006年（平成18年）まで、在釜山日本国総領事を務めた。2006年（平成18年）から2008年（平成20年）まで、在瀋陽日本国総領事を務めた。2008年から2014年まで、日韓文化交流基金業務執行理事・参与を務めた。
2015年（平成27年）70歳になったのを転機にフィナンシャルプランナーとして、FPあべ事務所を開設。高齢化社会における認知症対策としての生前の財産管理や相続対策を主な専門領域としている。